# Redução do risco de desastres

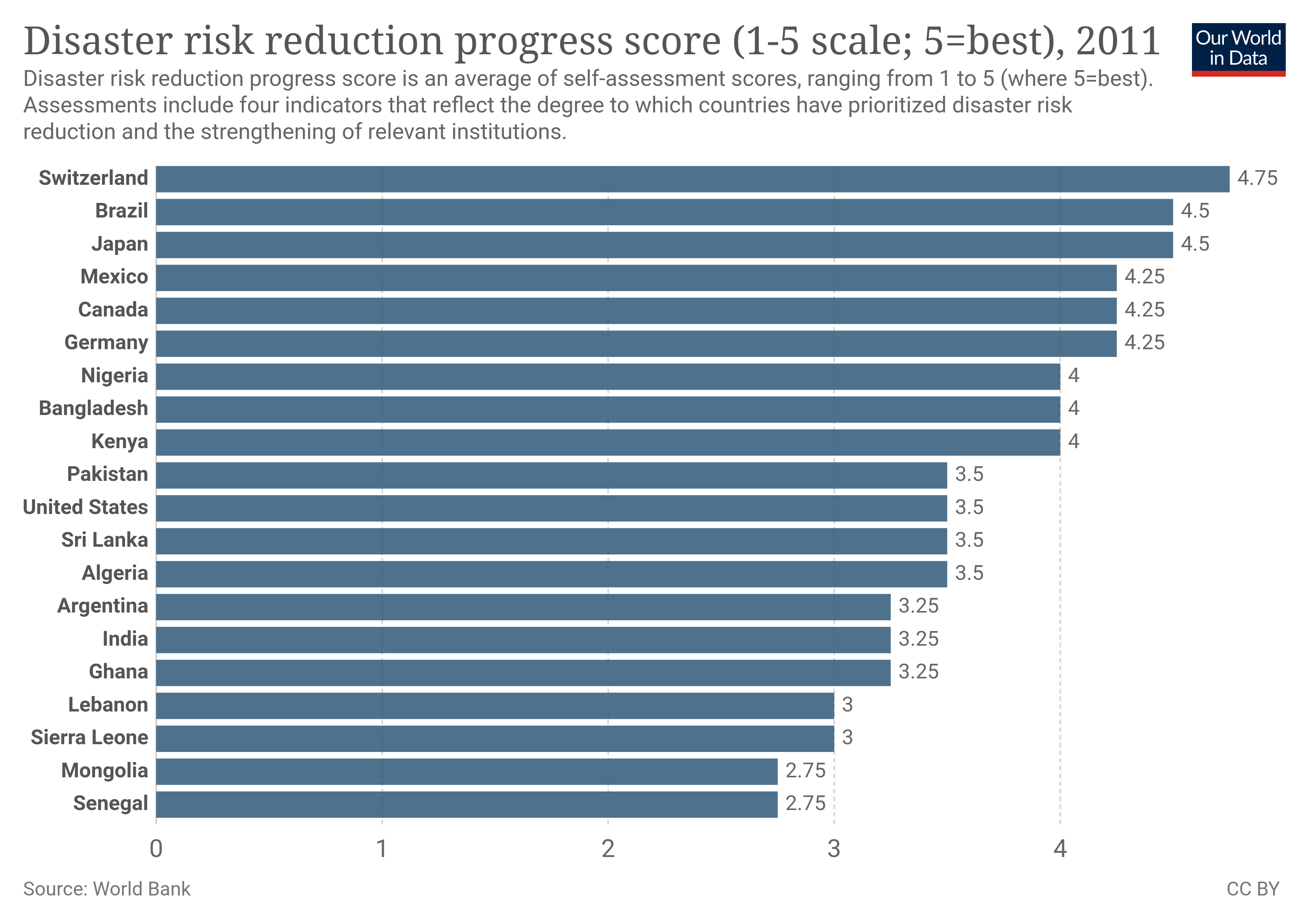
Pontuação de progresso na redução do risco de desastres para alguns países em 2011. A pontuação 5 é a melhor. As avaliações incluem quatro indicadores que refletem o grau em que os países deram prioridade à redução do risco de catástrofes e ao fortalecimento das instituições relevantes.

A redução do risco de desastres visa tornar a ocorrência de desastres menos provável. A abordagem, também chamada de RRD (em inglês: DRR) ou gestão de risco de desastres, também visa tornar os desastres menos prejudiciais quando ocorrem. A RRD visa tornar as comunidades mais fortes e melhor preparadas para lidar com desastres. Em termos técnicos, o objetivo é torná-las mais resilientes ou menos vulneráveis. Quando a RRD é bem-sucedida, torna as comunidades menos vulneráveis porque atenua os efeitos dos desastres. Isto significa que a RRD pode tornar os eventos de risco menos frequentes e menos graves. As alterações climáticas podem aumentar os riscos climáticos. Assim, os esforços de desenvolvimento consideram frequentemente a RRD e a adaptação às alterações climáticas em conjunto.
É possível incluir a RRD em quase todas as áreas de desenvolvimento e trabalho humanitário. Pessoas de comunidades locais, agências ou governos federais podem propor estratégias de RRD. As políticas de RRD visam “definir metas e objetivos em diferentes escalas de tempo e com metas, indicadores e prazos concretos”.:16
Existem alguns desafios para uma RRD bem-sucedida. As comunidades e organizações locais devem estar ativamente envolvidas no processo de planeamento. O papel e o financiamento do governo local precisam de ser considerados. Além disso, as estratégias de RRD devem levar em consideração os aspetos de género. Por exemplo, estudos demonstraram que as mulheres e as raparigas são desproporcionalmente afetadas pelas catástrofes. Uma abordagem sensível ao género identificaria como os desastres afetam homens, mulheres, meninos e meninas de forma diferente. Isto moldaria políticas que abordassem as vulnerabilidades e necessidades específicas das pessoas.
O Quadro de Sendai para a Redução do Risco de Catástrofes é uma iniciativa internacional que ajudou 123 países a adotar estratégias de RRD federais e locais (até 2022).  O Dia Internacional para a Redução do Risco de Desastres, realizado em 13 de outubro de cada ano, ajudou a aumentar a visibilidade da RRD. Tem como objetivo promover uma cultura de prevenção.
Os gastos com RRD são difíceis de quantificar em muitos países. Portanto, estimativas globais de custos não estão disponíveis. No entanto, uma indicação dos custos para os países em desenvolvimento é dada pelos custos estimados de  215 mil milhões de dólares (US$) a 387 mil milhões de dólares (US$) por ano (até 2030) para adaptação climática. A RRD e a adaptação climática compartilham objetivos e estratégias semelhantes. Ambos exigem um financiamento acrescido para fazer face aos crescentes riscos climáticos.:49
As atividades de RRD fazem parte das estratégias nacionais e do planeamento orçamentário na maioria dos países. No entanto, as prioridades para RRD são frequentemente menores do que para outras prioridades de desenvolvimento. Isto tem impacto nas alocações orçamentárias do setor público. Para muitos países, menos de 1% do orçamento nacional está disponível para atividades de RRC.  :51O Fundo Global para Redução e Recuperação de Desastres (GFDRR) é uma parceria de vários doadores para dar suporte aos países em desenvolvimento na gestão dos riscos interconectados de desastres naturais e climáticos. Entre 2007 e 2022, o GFDRR forneceu 890 milhões de dólares em assistência técnica, análise e apoio ao desenvolvimento de capacidades a mais de 157 países.:54